# Sandra Carstensen
Sandra Carstensen, geb. Thomsen (* 2. Oktober 1971 in Flensburg), ist eine deutsche Politikerin (CDU) und seit März 2025 Mitglied des Deutschen Bundestags.

## Leben
Carstensen studierte von 1991 bis 1997 Jura an der Christian-Albrechts-Universität zu Kiel. Nach dem zweiten juristischen Staatsexamen im August 2000 war sie zunächst als Anwältin in Schleswig tätig. Von April 2001 bis Februar 2007 war sie am Flughafen Stuttgart und von März 2007 bis März 2024 in verschiedenen leitenden Positionen am Flughafen Hamburg tätig; zuletzt als Prokuristin und Leiterin des Zentralbereichs Personal.
Seit dem 31. Dezember 2009 ist sie mit Peter Harry Carstensen, dem ehemaligen Ministerpräsidenten von Schleswig-Holstein, verheiratet.

## Politischer Werdegang
Carstensen engagierte sich schon als Schülerin in der Jungen Union und trat mit 16 Jahren der CDU bei. Zwischen 1985 und 2001 war sie Ortsvorsitzende und Kreisgeschäftsführerin der Jungen Union und Mitglied im Ortsvorstand der CDU sowie von 1994 bis 2001 Ratsfrau der Stadt Schleswig.
Bei der Bundestagswahl 2025 kandidierte sie in Schleswig-Holstein für das Direktmandat im Wahlkreis Plön-Neumünster und konnte diesen mit 32,7 % der gültigen Stimmen für die CDU gewinnen. Damit gelang ihr der direkte Einzug in den Deutschen Bundestag. Im 21. Deutschen Bundestag ist sie Mitglied im Ausschuss für Arbeit und Soziales sowie stellvertretendes Mitglied im Ausschuss für Landwirtschaft, Ernährung und Heimat und im Petitionsausschuss.